# Pasmo Gorca

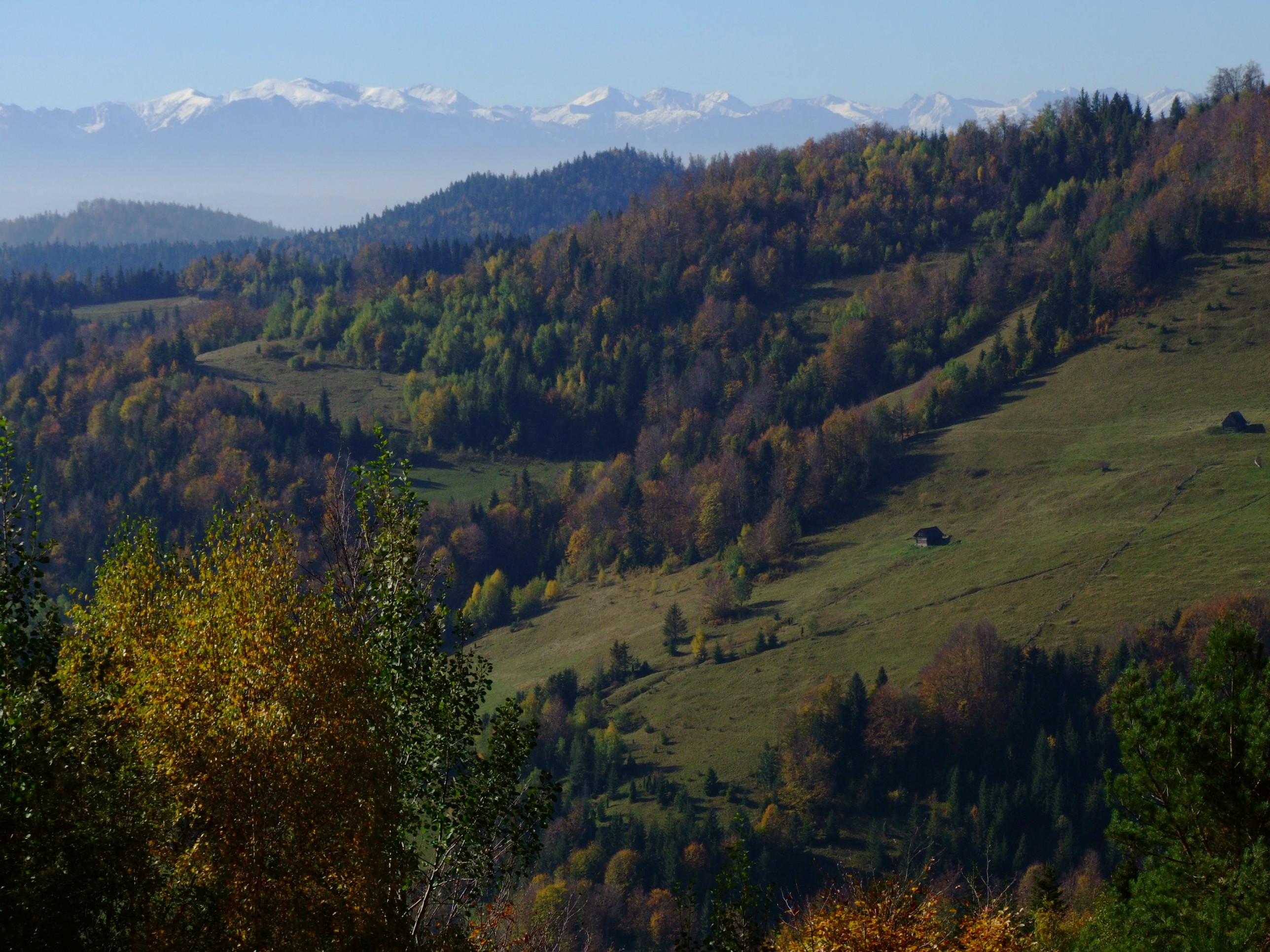
Południowe zbocza pasma Gorca z widokiem na Tatry

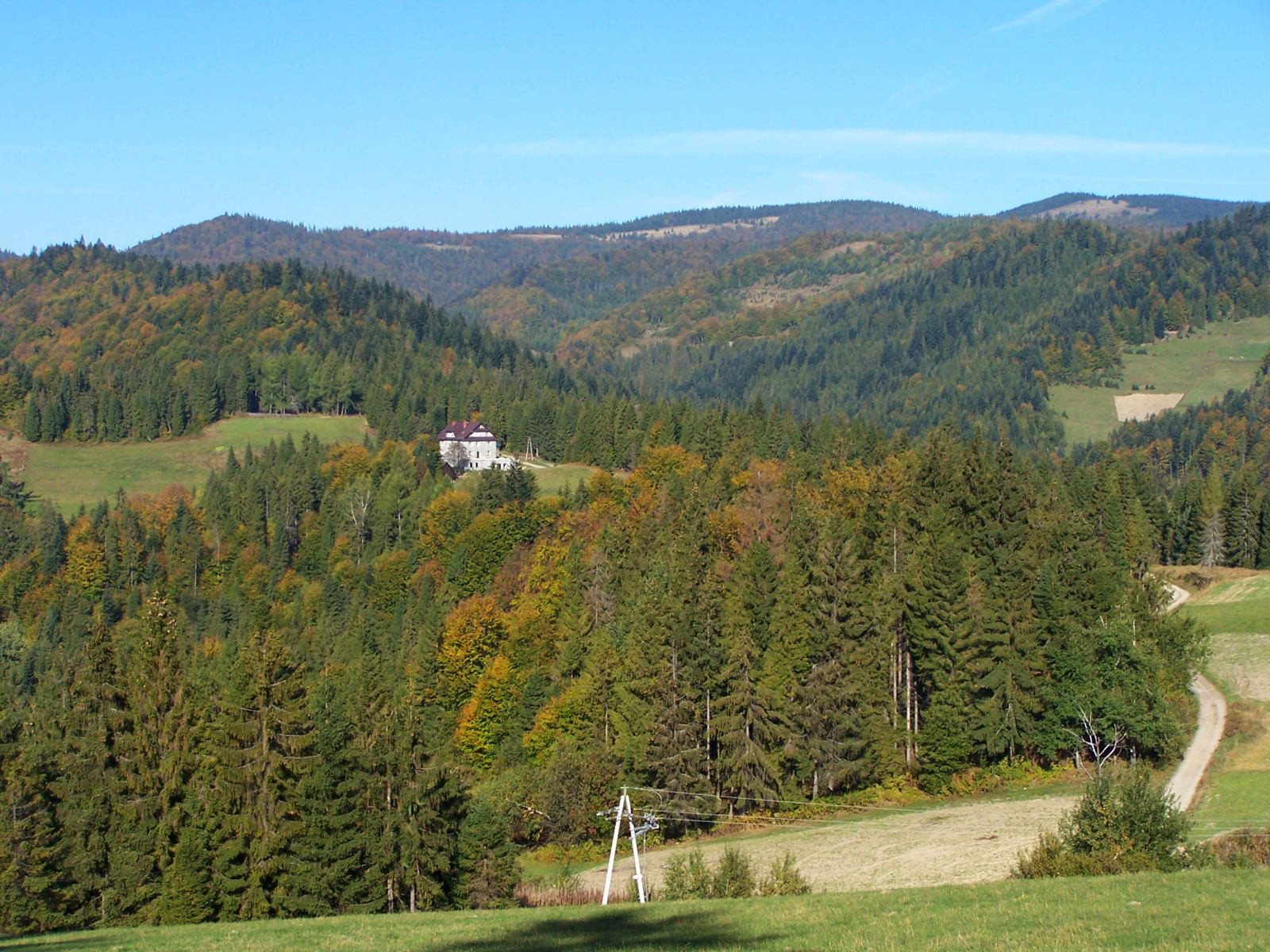
Fragment pasma Gorca. Widok z Przełęczy Knurowskiej

Pasmo Gorca – jedno z głównych odgałęzień rozrogu Turbacza w Gorcach.

## Topografia
Jest to długie, biegnące na wschód od Turbacza pasmo górskie, charakteryzujące się długim, wielokilometrowej długości kopulastym grzbietem, którego wysokość w żadnym miejscu nie schodzi poniżej 1000 m n.p.m. W grzbiecie tym wyróżnia się kilka szczytów; w kierunku od Turbacza (1310 m) na wschód są to: Trzy Kopce (1281 m), Kiczora (1282 m), Jaworzyna Kamienicka (1288 m), Przysłop (1187 m), Gorc (1228 m). Od północnej stromy niemal całkowicie porośnięte lasem zbocza tego pasma stromo opadają do doliny potoku Kamienica Gorczańska, po południowej zaś stronie odchodzi kilka bocznych grzbietów, pomiędzy którymi znajdują się głębokie kotliny potoków Łopuszanka, Chłapkowy Potok, Furcówka, Forędówka, Jaszcze, Jamne, Gorcowski Potok, stanowiących lewobrzeżne dopływy Ochotnicy.

## Historia
W wyniku kilkuwiekowej eksploatacji rolniczej znaczne części zboczy pasma Gorca, szczególnie po południowej stronie, ponad wsią Ochotnica Górna i Dolna zostały zamienione na pola uprawne (w dolnej części) i polany (w górnej części zboczy i na grzbiecie). Największe z polan na grzbiecie pasma Gorca to: Hala Młyńska, Jaworzyna Kamienicka, Średniak, Przysłop Górny, Przysłop Dolny, Bieniowe, Gorc Gorcowski, Gorc Młynieński i Gorc Kamienicki. Z polan tych roztaczają się bardzo rozlegle widoki na Tatry, Beskid Wyspowy, Beskid Sądecki i Pieniny. Jeszcze w latach 80. polany te tętniły intensywnym życiem pasterskim, po włączeniu ich do Gorczańskiego Parku Narodowego i zaprzestaniu pasterstwa zaczęły zarastać stopniowo lasem. Po kilkudziesięciu latach od swojego powstania park rozpoczął koszenie niektórych polan, by zapobiec ich zalesieniu. Koszone i wypasane są jeszcze niżej położone polany prywatne, ale i tutaj z przyczyn ekonomicznych stopniowo zaprzestaje się ich użytkowania, niektóre są zalesiane.

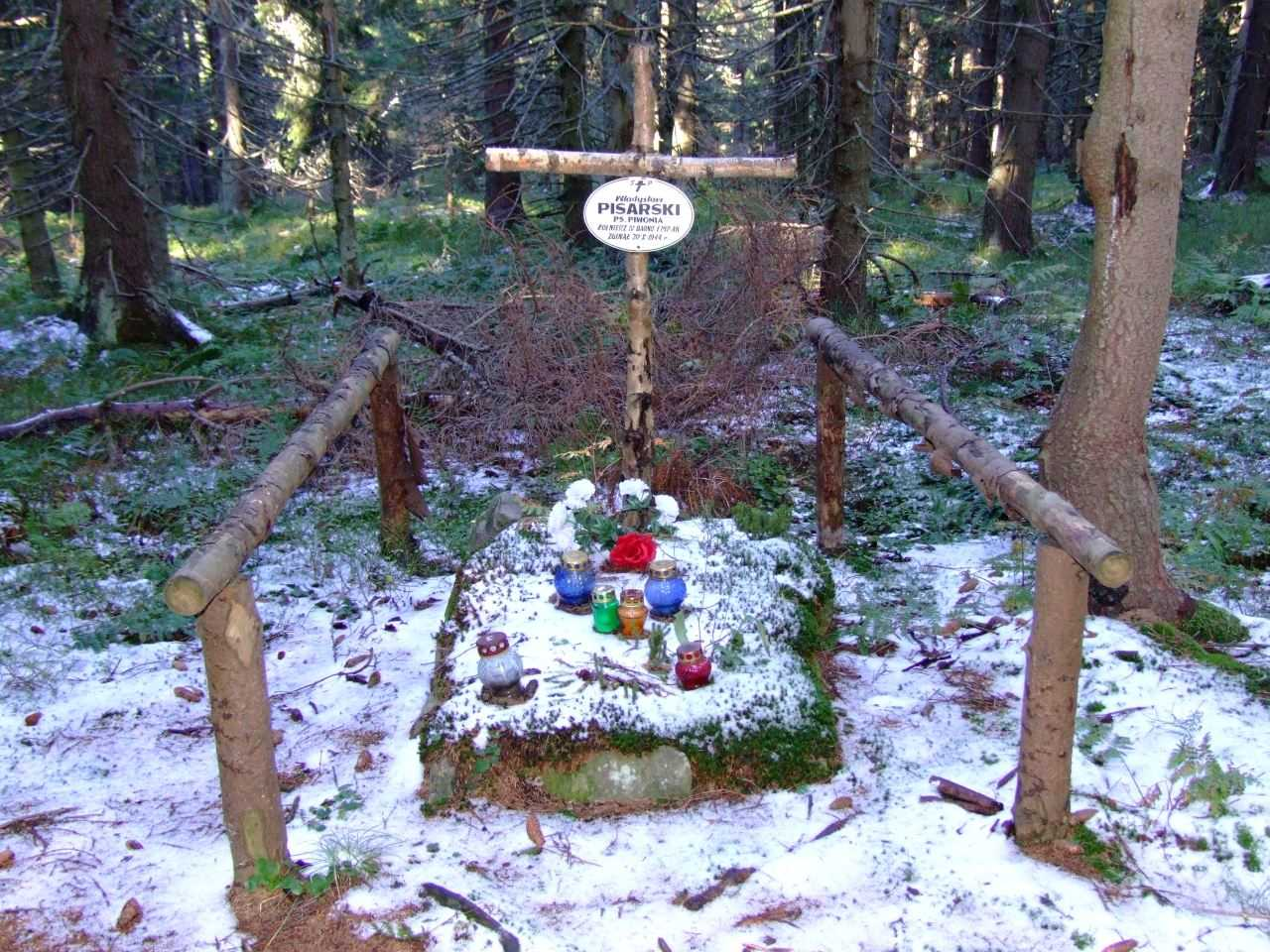
Mogiła partyzancka

Na grzbiecie pasma Gorca, pomiędzy polaną Przysłop Dolny a Gorcem, w odległości kilkudziesięciu metrów od zielonego szlaku turystycznego, znajduje się w lesie grób Władysława Pisarskiego – partyzanta IV baonu 1 PSP Armii Krajowej, który poległ tu 20 października 1944 r. Był jedynym poległym partyzantem w czasie operacji „bitwa nad Ochotnicą”, do przeprowadzenia której Niemcy ściągnęli oddziały SS „Galizien” w liczbie ok. 600 żołnierzy (w dywizji tej służyli głównie Ukraińcy i niemieccy żołnierze z karnej kompanii). Chcieli zniszczyć zgrupowania partyzanckie w Gorcach. Doskonale znający teren partyzanci AK wspólnie z partyzantką sowiecką zorganizowali zasadzki, w których zabili kilkudziesięciu żołnierzy po stronie niemieckiej. Walki toczyły się na całych południowych zboczach pasma Gorca. Wobec znacznej przewagi wroga partyzanci wycofali się w dalsze rejony Gorców. W odwecie Niemcy spacyfikowali później Ochotnicę, zabijając 53 osoby i paląc 29 gospodarstw.

## Turystyka
Pod szczytem Gorca w okresie letnim działa sezonowa studencka baza namiotowa na Gorcu, a na zboczach bocznego, odchodzącego na południe od Przysłopu grzbietu (ponad doliną potoku Jamne) znajduje się schronisko Gorczańska Chata „Gocha” (d. Hawiarska Koliba)

## Szlaki turystyki pieszej
Rzeki – Nowa Polana – Świnkówka – Gorc Kamienicki – Gorc. Odległość 5,6 km, suma podejść 510 m, suma zejść 40 m, czas przejścia 2 godz., z powrotem 1 godz. 15 min.
 przełęcz Wierchmłynne – Do Jacka – Tokarka – Bystrzaniec – Hala Młyńska – Gorc. Długość 3,6 km
 Zasadne – Gorc Kamienicki – Hala Młynna – Gorc
 odcinek: Gorc – Przysłop Dolny – Przysłop – Przysłop Górny – Średniak – polana Jaworzyna Kamienicka – Trzy Kopce – Polana Gabrowska – Hala Długa – Turbacz. Odległość 10,4 km, suma podejść 370 m, suma zejść 270 m, czas przejścia 2 godz. 50 min, z powrotem 2 godz. 30 min.
 Ochotnica Dolna – Jaworzynka Gorcowska – Hale Gorcowskie – Hale Podgorcowe – Gorc Gorcowski – Gorc. Odległość 7,3 km, suma podejść 640 m, suma zejść 40 m, czas przejścia 2:50 h, ↓ 1:40 h